# 陳睿謨
陳睿謨（1583年—？），字常采，號鹿苹，南直隸常州府武進縣人，民籍，明朝政治人物。

## 生平
萬曆三十一年（1603年）癸卯科應天鄉試第三十名舉人，三十八年（1610年）中式庚戌科會試第二百五十名，三甲第四十名進士。吏部觀政，授廣西臨桂縣知縣，丁憂去職。起補福建建安縣知縣，遷河南息縣知縣。天啟五年（1625年）四月選山東道試御史，後實授山東道御史。六年（1626年）正月改巡按四川御史，崇禎元年（1628年）改巡按直隸御史。二年（1629年）改福建右參政。四年（1631年）任江西按察使，升湖廣右布政使，升河南左布政使、兵備禹州，剿滅土寇楊四等，捐俸修理禹州儒學，造房四十餘間，名曰潁濱書院。十年（1637年）復設偏沅鎮，由陳睿謨以右副都御史、巡撫偏沅。著有《傳是堂文集》。

## 家族
曾祖陳逵；祖父陳溢；父陳文燦；本生父陳文煥；母馮氏；生母宋氏。具慶下。妻劉氏。兄陳康謨，弟陳治謨、陳泰謨、陳昌謨。子陳士皐、陳士稷。
子陳咨稷，舉人，刑部郎中，恤刑畿輔，升雲南副使、兵備瀾滄，能作詩文，著有《慎刑箴》、《梅花草堂詩》。孫陳玉鎮，庠生，殉節，歿於湖；陳玉璂，康熙六年進士，著有《史論》、《學文堂集》、《文統經解》、《耕煙詞》等書。